# Sirodżidin Aslow
Sirodżidin Muhridinowicz Aslow (tadż. Сироҷидин Муҳридинович Аслов, ur. 17 lutego 1964) – tadżycki dyplomata, minister spraw zagranicznych od 2013 roku, stały przedstawiciel przy ONZ w latach 2005–2013.

## Życiorys

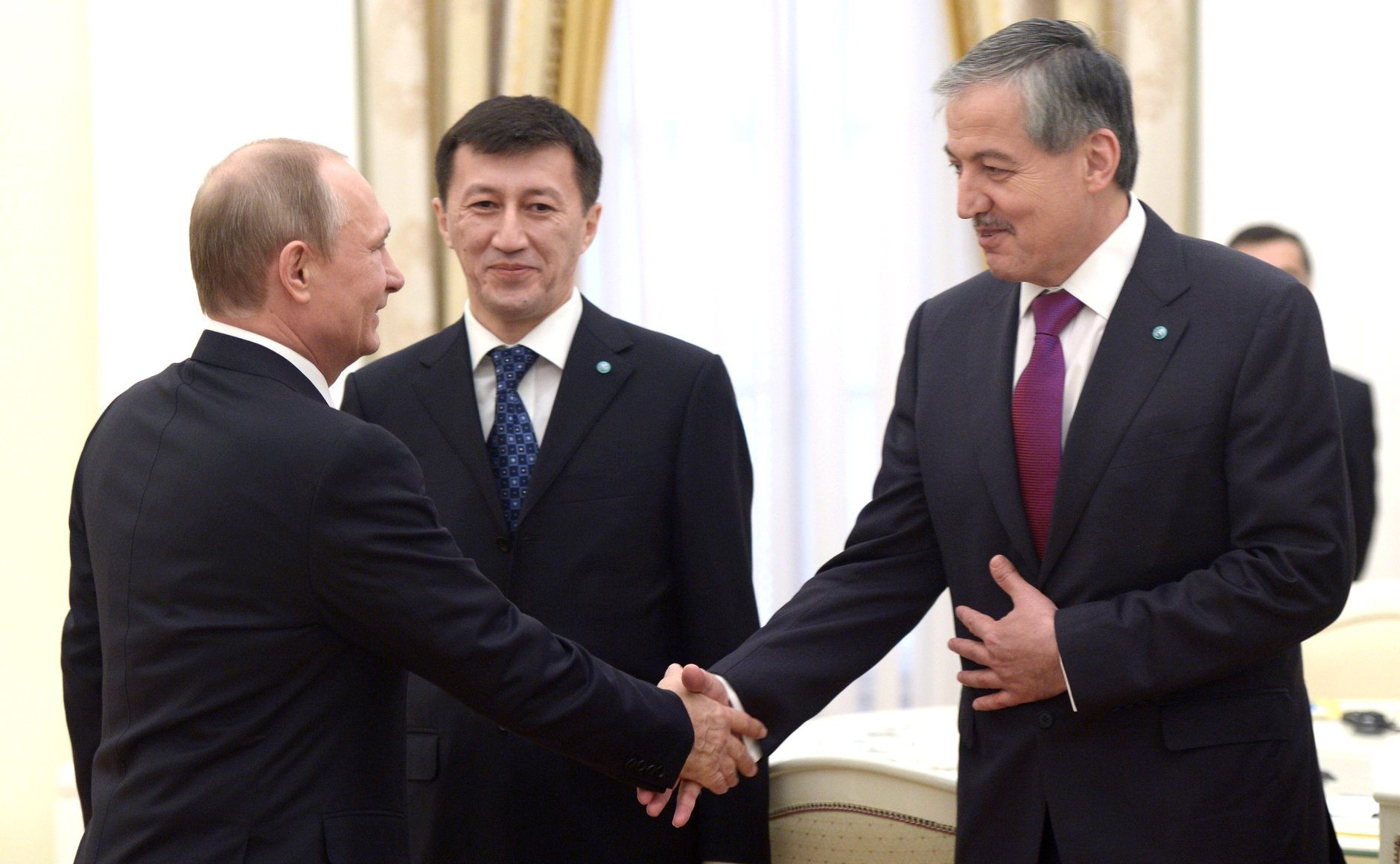
Prezydent Rosji Władimir Putin i Sirodżidin Aslow, 3 czerwca 2015

Absolwent Odeskiego Instytutu Hydrometeorologicznego (1986) i Taszkenckiego Państwowego Uniwersytetu Ekonomicznego (2002). W 1986 roku rozpoczął pracę jako inżynier agrometeorolog centrum hydrometeorologii. W niepodległym Tadżykistanie od 1992 do 1996 roku był zastępcą szefa departamentu w Ministerstwie Ochrony Środowiska.
W latach 1996–1997 Aslow był przedstawicielem Tadżykistanu w Międzypaństwowej Radzie Basenu Morza Aralskiego, a w latach 1997–2002 w Międzynarodowym Funduszu na rzecz Ocalenia Morza Aralskiego. W latach 2002–2005 pełnił funkcję przewodniczącego tej organizacji. W latach 2004–2005 był wiceministrem spraw zagranicznych i koordynatorem Tadżykistanu w Szanghajskiej Organizacji Współpracy. W latach 2005–2013 pełnił funkcję stałego przedstawiciela Tadżykistanu przy ONZ, a w latach 2011–2013 miał także akredytację jako ambasador Tadżykistanu na Kubie. 29 listopada 2013 roku Aslow został ministrem spraw zagranicznych Tadżykistanu.
Aslow włada trzema językami: perskim, rosyjskim i angielskim. Jest żonaty, ma pięcioro dzieci.
Odznaczony Orderem Szaraf II stopnia (2010) i rosyjskim Orderem Przyjaźni (2017).